# Betydning (lingvistik)
 For alternative betydninger, se Betydning. (Se også artikler, som begynder med Betydning)
Indenfor lingvistik er betydning den information eller de begreber, som en afsender ønsker at overbringe, eller overbringer, gennem kommunikation til en modtager.
Flertydighed kan føre til forvirring om hvad der overbringes, siden den eksisterende kontekst kan føre til forskellige fortolkninger af betydning. Mange ord har på mange sprog flere definitioner. Flertydighed er et resultat af et brud på identitetsprincippet i konteksten for udvekslingen af information. Særligt afsenderen kan være fysisk fraværende og kontekster kan adskille sig eksplicit, såsom det er tilfældet når modtager er en læser og afsender er en skribent.